# Bateria VRLA

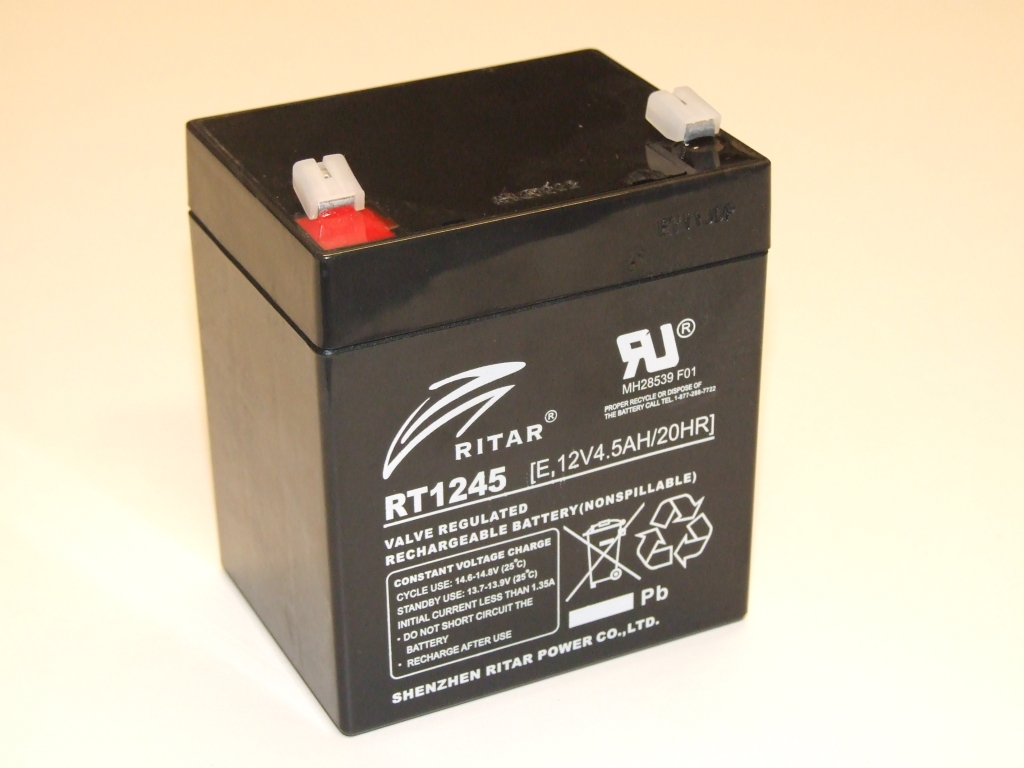
Una bateria VRLA de 12 V, que s'utilitza normalment en petites fonts d'alimentació ininterrompuda i llums d'emergència

Una bateria VRLA o bateria de plom-àcid regulada per vàlvules (valve-regulated lead-acid battery) és una bateria de plom -àcid segellada. L'acumulador conté una vàlvula d'alleujament de pressió, com la bateria AGM. També és coneguda com bateria de plom-àcid segellada (SLA), és un tipus de bateria de plom-àcid que es caracteritza per una quantitat limitada d'electròlits absorbit en un separador de plaques en forma de gel de sílice; amb una proporció entre les plaques negatives i positives de manera que es faciliti la recombinació de l'oxigen dins de la cel·la ; i la presència d'una vàlvula d'alleujament que reté el contingut de la bateria independentment de la posició de les cel·les, fent-les interessants pels sistemes fora de xarxa.

## Història

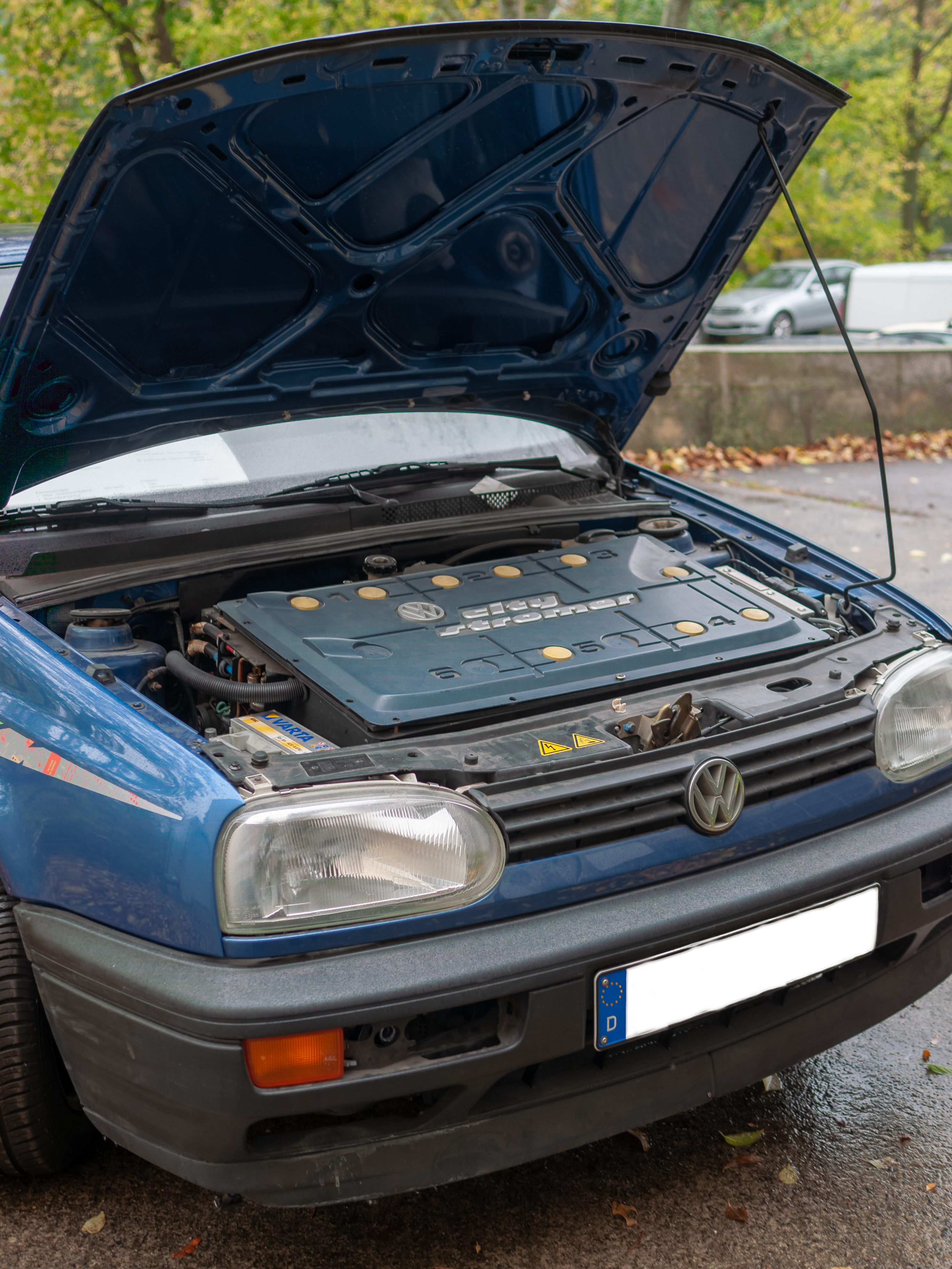
El CityStromer sortia de fàbrica amb una bateria de plom-gel

La primera bateria de gel de plom-àcid va ser inventada per Elektrotechnische Fabrik Sonneberg el 1934. La bateria moderna de gel o VRLA va ser inventada per Otto Jache de Sonnenschein el 1957. La primera bateria AGM va ser la Cyclon, patentada per Gates Rubber Corporation el 1972 i produïda ara per EnerSys. El cicló és una cel·la enrotllada en espiral amb elèctrodes de làmina de plom prim. Diversos fabricants van aprofitar la tecnologia per implementar-la en cel·les amb plaques planes convencionals. A mitjans de la dècada de 1980, dues empreses del Regne Unit, Chloride i Tungstone, van introduir simultàniament bateries AGM de deu anys de vida útil amb capacitats de fins a 400 Ah, estimulat per una especificació de British Telecom per a bateries per al suport de nous intercanvis digitals. En el mateix període, Gates va adquirir una altra empresa britànica, Varley, especialitzada en avions i bateries militars. Varley va adaptar la tecnologia de làmina de plom Cyclon per produir bateries de placa plana amb una sortida excepcional d'alta velocitat. Aquests van obtenir l'aprovació per a una varietat d'avions, inclosos els avions de negoci BAE 125 i 146, el Harrier i el seu derivat AV8B, i algunes variants F16 com a primeres alternatives a les bateries de níquel-cadmi (Ni-Cd) estàndard.

## Característiques

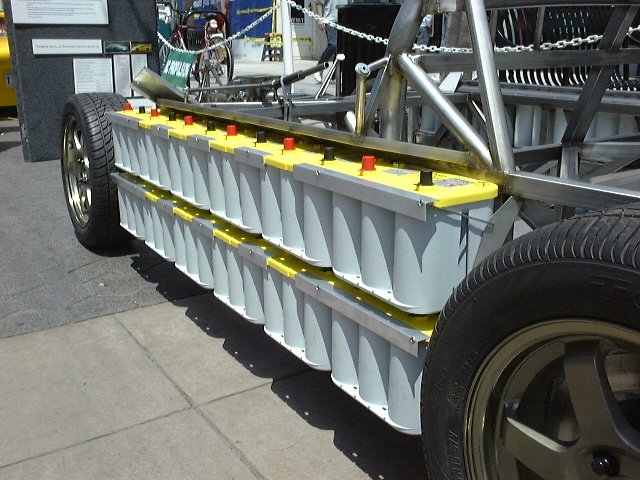
Bateria d' accionament del tzero AC Propulsion amb acumuladors AGM

Les característiques millorades de les bateries de plom-àcid segellades vs. vs. les bateries clàssiques són:
- Les cel·les estan tancades amb soldadura, només hi ha una vàlvula d'alleujament de pressió.
- L'electròlit s'ha espesseït, és a dir, ja no és líquid, de manera que és possible fer funcionar bateries de plom-àcid segellades permanentment sobre un costat, però només si els conjunts de plaques estan disposats verticalment per absorbir l'aigua recombinada. A causa de l'efecte capil·lar, el grau de saturació d'electròlits de les capes superiors no està garantit quan els conjunts de plaques estan en posició horitzontal. A causa de les vàlvules de seguretat, les bateries de plom-àcid no es poden accionar "a dalt" de manera permanent, ja que seria possible que l'electròlit degotés. No obstant això, l'ús temporal o l'emmagatzematge en llocs inusuals no és crític, de manera que enviar-lo per correu o girar equips com ara tallagespa per al manteniment no és un problema.
- En el cas de les bateries convencionals de plom-àcid, les cel·les individuals s'han d'omplir regularment, durant el manteniment, amb aigua destil·lada que s'evapora durant l'escalfament i modifica la concentració d'àcid. Això no és possible amb acumuladors segellats ni tampoc és necessari.
- Les bateries de plom-àcid segellades emeten molt menys gas que les convencionals: els canals de gas es formen a través de l'electròlit fix. Per tant, l'oxigen format com a resultat de la reacció lateral a l'elèctrode positiu pot migrar directament a l'elèctrode negatiu i recombinar-s'hi per formar aigua.
- Si una bateria de plom-àcid segellada està sobrecarregada, per exemple si el controlador de càrrega és defectuós, es genera un excés d'oxigen que ja no es pot recombinar. L'hidrogen es genera a l'elèctrode negatiu en la mateixa mesura. Com que no és possible reomplir l'electròlit, les bateries de plom-àcid segellades requereixen un procés de càrrega adaptat. S'ha d'evitar que l'acumulador es carregui durant un llarg període a una tensió massa alta, que s'associa a una forta gasificació. En aquest cas, els gasos escapen per la vàlvula d'alleujament de pressió i l'acumulador es pot assecar amb el temps; els gasos que han escapat per les vàlvules de seguretat ja no es poden recombinar. Les vàlvules tenen un efecte direccional i no permeten la ventilació ni recirculació dels gasos. L'ús de material catalític actiu mai no té lloc a l'interior d'un acumulador i només és possible amb sistemes de ventilació oberta; després serveix per absorbir el gas per evitar la humectació externa.
- Si la tensió és massa alta, les bateries de plom-àcid segellades corren el risc de fuga tèrmica: el circuit intern d'oxigen escalfa la bateria. A tensió constant, un augment de la temperatura de l'acumulador comporta un augment del corrent de càrrega. Això condueix a un major desenvolupament de gas i s'enforteix el cicle de l'oxigen. Aquest procés d'autoreforçament pot sobreescalfar i destruir la bateria.

## Bateria de gel de sílice

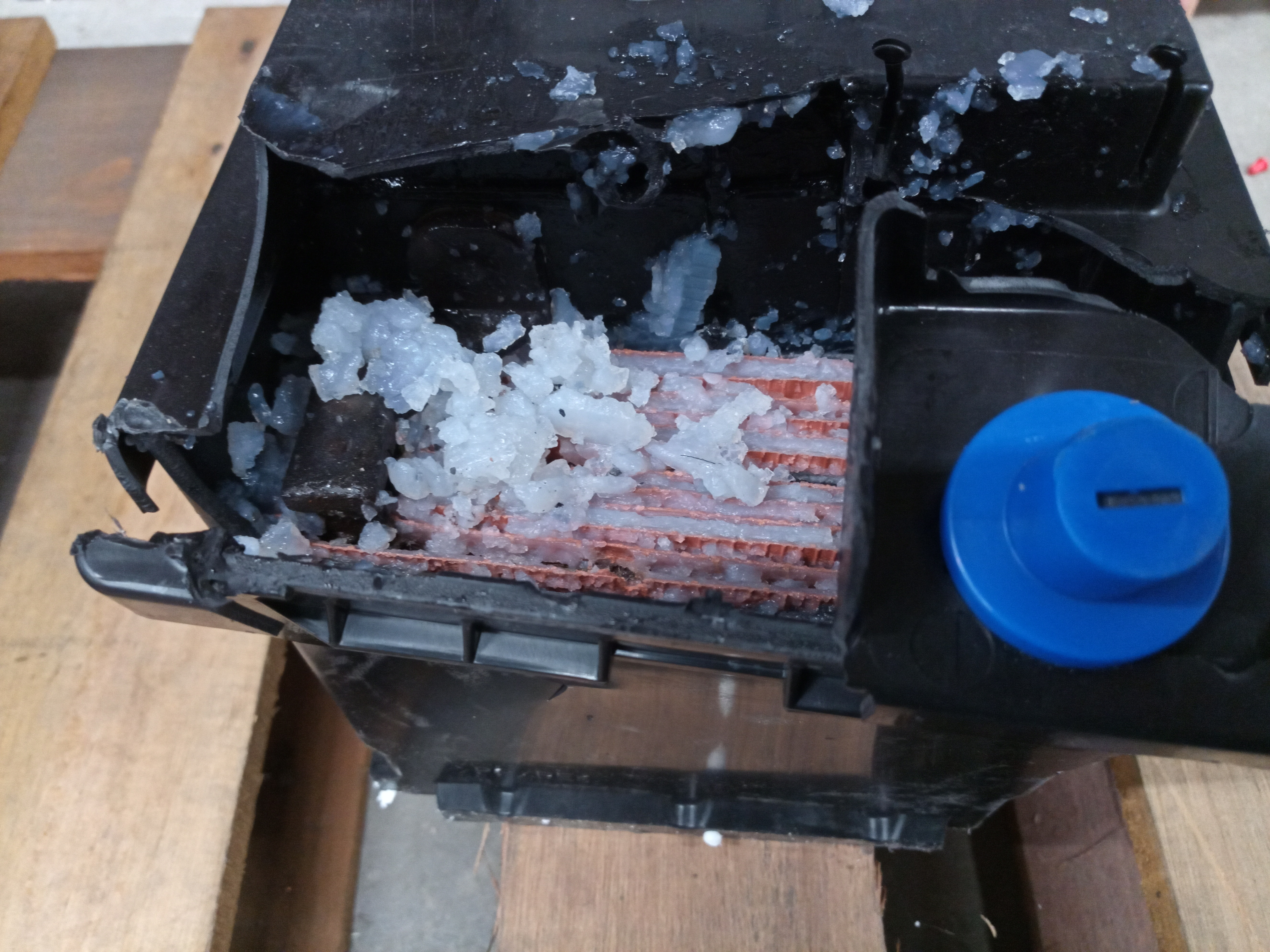
Bateria de plom-gel trencada, l'electròlit gelificat és clarament visible als paquets de plaques

Un acumulador de gel és un tipus d'acumulador de plom en el qual l'electròlit (àcid sulfúric líquid) s'uneix mitjançant l'addició d'àcid silícic (per tant, sovint també s'anomena acumulador de gel de silici). Com que aquest tipus d'acumulador està completament segellat, tampoc és possible afegir aigua. Aquest disseny també es coneix com a acumulador SLA (SLA = sealed lead acid).
Propietats específiques dels acumuladors de gel:
- Pràcticament no hi ha estratificació àcida, que d'altra manera provocaria una pèrdua rellevant de capacitat per segregació, amb un àcid més dens a la part inferior i un àcid més prim a la part superior.
- La resistència interna de les bateries de plom-àcid de gel és superior a la de les bateries de plom-àcid no segellades comparables. Per tant, són menys adequats per subministrar els alts corrents necessaris quan s'utilitzen com a bateria d'arrencada. Per a motocicletes, patinets i vehicles similars encara estan disponibles a causa de les seves altres propietats.

## Mat de vidre absorbent (AGM)

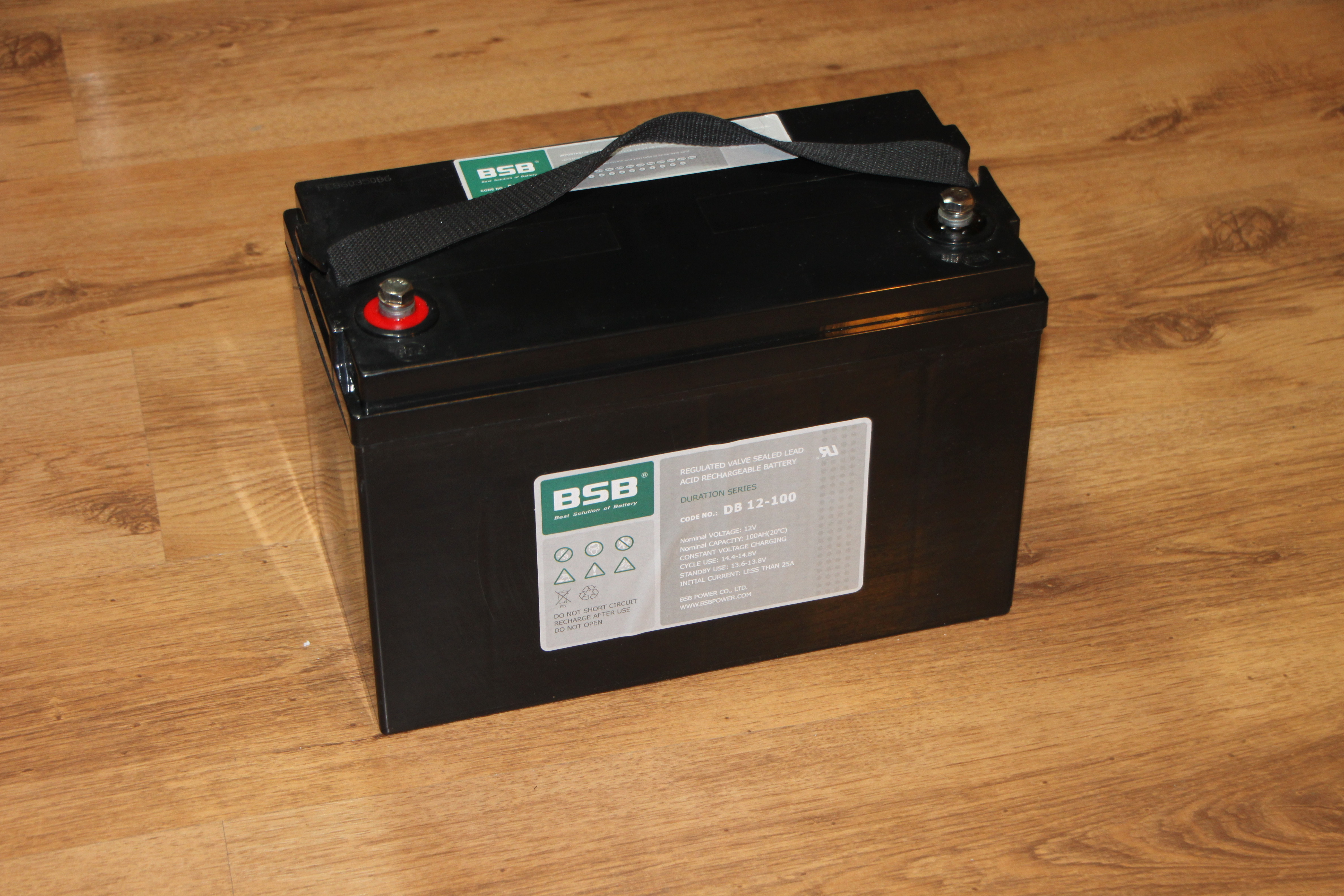
Bateria AGM 100 ampere-hora

Absorbent Glass Mat (AGM) és un altre disseny de la bateria de plom-àcid en què l'electròlit està immers dins d'una malla feta de fibra de vidre. El nom genèric al mercat per aquest tipus de bateria és VRLA-AGM.
Els acumuladors de malla de fibra de vidre poden subministrar corrents almenys tan alts com les versions obertes i s'utilitzen, per exemple, com a bateries d'arrencada en motocicletes, vaixells (sense fuites d'àcid en escorar o bolcar), vehicles amb sistemes d'arrencada i parada o vehicles elèctrics. (per exemple: Opel Meriva). Aquests acumuladors també s'utilitzen cada cop més en aplicacions d'alta fidelitat per a cotxes. Allà, s'utilitza la menor resistència interna (en comparació amb els acumuladors clàssics).
Entre els principals fabricants de bateries d'automoció hi ha: Clarios (abans Johnson Controls Power Solutions, p. B. a Hannover), Exide, GS Yuasa i Banner Batteries.